# 金重浹
金 重浹（キム・ジュンヒョプ、朝鮮語: 김중협、1938年 -  ）は、朝鮮民主主義人民共和国の政治家。朝鮮労働党中央委員会委員、朝鮮労働党文書整理室長。労働新聞責任主筆、科学百科事典出版社社長兼責任主筆などを歴任した。

## 経歴
1938年に日本統治下の咸鏡南道で生まれた。1992年12月10日に開催された朝鮮労働党中央委員会第6期第20回総会で党中央委員会委員候補に選出された。1994年7月8日に金日成主席が死去し国家葬儀委員会が組織されると、同委員会委員に選ばれた。2003年9月に科学百科事典出版社社長兼責任主筆に就任し、2007年2月に労働新聞責任主筆に任命されていたことが判った。2008年5月6日には人民日報の招待により中国を訪問し、李長春中国共産党中央政治局常務委員と会談した。
2009年3月9日に実施された最高人民会議第12期代議員選挙で代議員に選出されたが、2010年1月に労働新聞責任主筆を解任され、同年9月28日に開催された朝鮮労働党第3回党代表者会で党中央委員会委員候補に選出されなかった。
2014年3月9日に実施された最高人民会議第13期代議員選挙で代議員に再選された。2016年5月9日に開催された朝鮮労働党第7次大会で朝鮮労働党中央委員会委員に選出され、党部長級である朝鮮労働党文書整理室長に任命された。

## 参考サイト
- 북한정보포털

| 先代崔七男 | 労働新聞責任主筆2007年 - 2010年 | 次代金基龍 |